# Elgin Baylor
Elgin Gay Baylor, född 16 september 1934 i Washington, D.C., död 22 mars 2021 i Los Angeles, var en amerikansk basketspelare, baskettränare och general manager.

## Lag
Som spelare
- Minneapolis / Los Angeles Lakers (1958–1971)

Som tränare
- New Orleans Jazz (1974)
- New Orleans Jazz (1975–1979)